# البدح بني عرجان (عبس)

تعديل مصدري - تعديل

البدح بني عرجان هي إحدى قرى عزلة بني ثواب بمديرية عبس التابعة لمحافظة حجة، بلغ تعداد سكانها 209 نسمة حسب تعداد اليمن لعام 2004.